# هليغولاند
هليغولاند (بالألمانية: Helgoland، بالفريزية الهليغولاندية: deät Lun) هو أرخبيل ألماني صغير يقع في بحر الشمال. كانت سابقًا تتبع للدنمارك وبريطانيا

، وتقع الجزر في خليج هليغولاند في الزاوية الجنوبية الشرقية من بحر الشمال. تعدت الجزر هي الوحيدة التي لا تقع في المنطقة المتاخمة للبر الألماني الرئيسي، ويستغرق وقت الإبحار حوالي ثلاث ساعات من كوكسهافن عند مصب نهر إلبه.
تقع الجزر في خليج هليغولاند (الذي يُشكِّل جزءًا من الخليج الألماني) الواقع في الزاوية الجنوبية الشرقية لبحر الشمال. بلغ عدد سكانها 1,127 نسمة في نهاية عام 2016. تعد جزر هليغولاند الجزر الألمانية الوحيدة التي لا تقع على مقربة من البر الرئيسي الألماني. تقع على بعد حوالي 69 كيلومترًا (43 ميلًا) عن مدينة كوكسهافن عند مصب نهر إلبه. ألَّف أوغست هاينرش هوفمان فون فالرسلبن كلمات النشيد الوطني الألماني خلال زيارته للجزر.
بالإضافة إلى اللغة الألمانيَّة، يتحدث السكان المحليون (وهم من أصولٍ فريزيَّة) اللهجة الهليغولانديَّة من اللغة الفريزية الشمالية.

## المناخ
يُعدُّ مناخ هليغولاند نمطيًا بالنسبة لمناخٍ بحريّ، فهو خالٍ تقريبًا من حبوب الطلع، وبالتالي يُعتبر مثاليًا للأشخاص الذين يعانون من حساسية حبوب الطلع. نادرًا ما تنخفض درجات الحرارة دون 0 درجة مئوية (32 درجة فهرنهايت) وحتّى خلال فصل الشتاء، وذلك نظرًا لعدم وجود كتلة أرضية في المناطق المجاورة. وفي بعض الأحيان، يمكن أن تُسجِّل درجات الحرارة معدّلات أعلى من مدينة هامبورغ خلال فصل الشتاء، بما يصل إلى 10 درجات مئوية (18 درجة فهرنهايت)، ذلك لأن الهواء البارد القادم من الشرق يسخن فوق بحر الشمال. وبينما يميل الربيع إلى أن يكون باردًا نسبيًا، فيتميز فصل الخريف في هليغولاند بكونه أطول وأكثر دفئًا من البر الألماني الرئيسي، وإحصائيًا، يتميز المناخ بظهور الشمس بمعدل أعلى بشكل عام. وبلغت أبرد درجة حرارة مسجّلة على الإطلاق في هليغولاند ناقص 11.2 درجة مئوية (12 درجة فهرنهايت) في شهر فبراير من عام 1956، بينما بلغت أعلى درجة حرارة مسجّلة 28.7 درجة مئوية (84 درجة فهرنهايت) في شهر يوليو من عام 1994.
يُظهر الجدول الآتي التغييرات المناخية في أرخبيل هليغولاند على مدار العام:
| البيانات المناخية لـهليغولاند       | البيانات المناخية لـهليغولاند | البيانات المناخية لـهليغولاند | البيانات المناخية لـهليغولاند | البيانات المناخية لـهليغولاند | البيانات المناخية لـهليغولاند | البيانات المناخية لـهليغولاند | البيانات المناخية لـهليغولاند | البيانات المناخية لـهليغولاند | البيانات المناخية لـهليغولاند | البيانات المناخية لـهليغولاند | البيانات المناخية لـهليغولاند | البيانات المناخية لـهليغولاند | البيانات المناخية لـهليغولاند |
| الشهر                               | يناير                         | فبراير                        | مارس                          | أبريل                         | مايو                          | يونيو                         | يوليو                         | أغسطس                         | سبتمبر                        | أكتوبر                        | نوفمبر                        | ديسمبر                        | المعدل السنوي                 |
| ----------------------------------- | ----------------------------- | ----------------------------- | ----------------------------- | ----------------------------- | ----------------------------- | ----------------------------- | ----------------------------- | ----------------------------- | ----------------------------- | ----------------------------- | ----------------------------- | ----------------------------- | ----------------------------- |
| الدرجة القصوى °م (°ف)               | 11.1 (52.0)                   | 11.1 (52.0)                   | 12.8 (55.0)                   | 19.6 (67.3)                   | 23.9 (75.0)                   | 25.6 (78.1)                   | 28.7 (83.7)                   | 28.1 (82.6)                   | 24.4 (75.9)                   | 19.3 (66.7)                   | 15.9 (60.6)                   | 12.9 (55.2)                   | 28.7 (83.7)                   |
| متوسط درجة الحرارة الكبرى °م (°ف)   | 4.7 (40.5)                    | 4.1 (39.4)                    | 5.8 (42.4)                    | 9.2 (48.6)                    | 13.1 (55.6)                   | 16.1 (61.0)                   | 18.9 (66.0)                   | 19.4 (66.9)                   | 16.9 (62.4)                   | 13.3 (55.9)                   | 9.2 (48.6)                    | 6.2 (43.2)                    | 11.5 (52.7)                   |
| المتوسط اليومي °م (°ف)              | 3.3 (37.9)                    | 2.8 (37.0)                    | 4.3 (39.7)                    | 7.3 (45.1)                    | 11.1 (52.0)                   | 14.2 (57.6)                   | 17.0 (62.6)                   | 17.6 (63.7)                   | 15.3 (59.5)                   | 11.8 (53.2)                   | 7.7 (45.9)                    | 4.6 (40.3)                    | 9.8 (49.6)                    |
| متوسط درجة الحرارة الصغرى °م (°ف)   | 1.8 (35.2)                    | 1.4 (34.5)                    | 2.7 (36.9)                    | 5.3 (41.5)                    | 9.1 (48.4)                    | 12.2 (54.0)                   | 15.0 (59.0)                   | 15.7 (60.3)                   | 13.6 (56.5)                   | 10.3 (50.5)                   | 6.2 (43.2)                    | 3.0 (37.4)                    | 8.1 (46.6)                    |
| أدنى درجة حرارة °م (°ف)             | −10.7 (12.7)                  | −11.2 (11.8)                  | −7.0 (19.4)                   | −2.1 (28.2)                   | 1.6 (34.9)                    | 5.0 (41.0)                    | 7.2 (45.0)                    | 9.0 (48.2)                    | 5.7 (42.3)                    | 1.5 (34.7)                    | −4.0 (24.8)                   | −8.0 (17.6)                   | −11.2 (11.8)                  |
| الهطول مم (إنش)                     | 58.4 (2.30)                   | 42.5 (1.67)                   | 49.5 (1.95)                   | 33.9 (1.33)                   | 41.6 (1.64)                   | 54.4 (2.14)                   | 63.6 (2.50)                   | 79.7 (3.14)                   | 87.4 (3.44)                   | 87.0 (3.43)                   | 78.9 (3.11)                   | 67.5 (2.66)                   | 744.4 (29.31)                 |
| ساعات سطوع الشمس الشهرية            | 46.5                          | 79.1                          | 120.9                         | 177.0                         | 241.8                         | 237.0                         | 223.2                         | 220.1                         | 147.0                         | 99.2                          | 54.0                          | 40.3                          | 1٬686                         |
| المصدر #1: Météo Climat             |                               |                               |                               |                               |                               |                               |                               |                               |                               |                               |                               |                               |                               |
| المصدر #2: الأرصاد الجوية الألمانية |                               |                               |                               |                               |                               |                               |                               |                               |                               |                               |                               |                               |                               |

## أعلام من هليغولاند
- روبرت كنود فريدريش بيلجر
- جورج س. إف. غريف
- غونتر فينك